# Conjunt urbà de la plaça del Sagrat Cor
El Conjunt urbà de la plaça del Sagrat Cor és una obra noucentista de Sant Just Desvern (Baix Llobregat) protegida com a Bé Cultural d'Interès Local.

## Descripció
El conjunt l'integren vuit cases unifamiliars aïllades amb jardí precedides d'un barri i mitjançant l'art topiària encerclades per la tanca arbustiva. Tenen planta baixa i un primer pis, amb la coberta composta de teules planes coronada en el centre per un gerro de ceràmica verda. Les cases en planta baixa presenten una petita tribuna i totes les obertures són allindades. La divisió en dues plantes ve marcada per una teulada de les mateixes característiques amb la coberta sostinguda per bigues de fusta. Tot el parament està estucat i en la primera planta figura un plafó rectangular. Disposen també, algunes d'elles d'un petit cos separat de la casa que fa les funcions de garatge. Estan distribuïdes de dues en dues i donen lloc a una plaça circular a la que desemboquen quatre carrers, quedant al bell mig, com un monument, la torre d'aigües amb la figura del Sagrat Cor de Jesús. Es conserva encastada a la base de la torre una placa amb l'escut de Sant Just Desvern que diu: "Aquesta torre d'aigües, dedicada a glorificar el Sagrat Cor de Jesús, fou construïda per Gaspar Modolell Jané, inaugurada el 19 de juliol de 1925".

## Història
El propietari dels terrenys on es va fer la urbanització del conjunt de cases denominades del "Sagrat Cor", va ser Gaspar Modolell i Jané; el primer pas va ser la construcció d'un dipòsit d'aigües de pou, en forma de torre i realitzat en formigó, que allotja en l'interior la figura del Sagrat Cor de Jesús.